# Кэрни, Том
То́мас Кэ́рни (Кейрни) (англ. Thomas Cairney; 20 января 1991, Ноттингем, Ноттингемшир, Англия), более известный как Том Кэ́рни (англ. Tom Cairney) — шотландский футболист, полузащитник английского клуба «Фулхэм».

## Клубная карьера
В 1998 году, семилетний Том начал обучаться футбольному мастерству в Академии английского клуба «Лидс Юнайтед». Пройдя все молодёжные команды йоркширцев, он тем не менее был отпущен в 2007 году, как несоответствующий уровню профессионального игрока. В том же году шанс проявить себя Тому предоставил «Халл Сити», с которым Кэрни подписал контракт футболиста второго состава клуба. Молодой игрок воспользовался этой возможностью, отлично проведя сезон 2007/08. Уже в следующем футбольном году Том удостоился звания «Лучшего молодого игрока клуба».
1 июля 2009 года Кэрни подписал с «Халлом» свой первый профессиональный контракт.
Дебют Тома в первом составе «тигров» состоялся 25 августа этого же года, когда «Сити» в рамках Кубка Лиги встречались с клубом «Саутенд Юнайтед». В этой же игре молодой футболист открыл счёт своим голам за «Халл».
30 января 2010 года Кэрни впервые сыграл в матче английской Премьер-лиги — случилось это в поединке «Сити» с «Вулверхэмптон Уондерерс». 7 марта этого же года, поразив ворота «Эвертона», Том забил свой первый гол в чемпионате Англии.

## Сборная Шотландии
Будучи наполовину шотландцем (по отцу) и наполовину англичанином (по матери), Кэрни всё же принял решение выступать за «тартановую армию».
В период с 2010 по 2012 год защищал цвета молодёжной сборной Шотландии, в составе которой провёл шесть матчей и забил один гол — 10 августа 2011 года в ворота сверстников из Норвегии. Несмотря на это обстоятельство Том, обладая английским паспортом, в будущем может выступать за команду «трёх львов». Об этом часто говорят в Британии, а один из лидеров «Халл Сити», Джордж Боатенг, в интервью отозвался о Кэрни, как о «несомненном будущем усилении сборной Англии».

## Статистика
| Клуб                 | Сезон                | Чемпионат | Чемпионат | Кубок | Кубок | Кубок Лиги | Кубок Лиги | Еврокубки | Еврокубки | Итого | Итого |
| Клуб                 | Сезон                | Игры      | Голы      | Игры  | Голы  | Игры       | Голы       | Игры      | Голы      | Игры  | Голы  |
| -------------------- | -------------------- | --------- | --------- | ----- | ----- | ---------- | ---------- | --------- | --------- | ----- | ----- |
| Халл Сити            | 2009/10              | 10        | 1         | 1     | 0     | 2          | 1          | —         | —         | 14    | 2     |
| Халл Сити            | 2010/11              | 22        | 3         | —     | —     | 1          | 0          | —         | —         | 23    | 1     |
| Халл Сити            | 2011/12              | 27        | 0         | 2     | 1     | —          | —          | —         | —         | 29    | 1     |
| Халл Сити            | 2012/13              | 10        | 0         | 2     | 1     | 2          | 0          | —         | —         | 14    | 1     |
| Всего за «Халл Сити» | Всего за «Халл Сити» | 70        | 2         | 5     | 2     | 5          | 1          | 0         | 0         | 80    | 5     |
| Всего за карьеру     | Всего за карьеру     | 70        | 2         | 5     | 2     | 5          | 1          | 0         | 0         | 80    | 5     |

(откорректировано по состоянию на 30 марта 2013)